# Moldavisch voetbalelftal onder 19 (mannen)
Het Moldavisch voetbalelftal voor mannen onder 19 is een voetbalelftal voor spelers onder de 19 jaar dat Moldavië vertegenwoordigt op internationale toernooien. Het elftal speelt onder andere wedstrijden voor het Europees kampioenschap voetbal mannen onder 19.

## Prestaties op eindtoernooien

### Europees kampioenschap
| Europees kampioenschap voetbal mannen onder 19 | Europees kampioenschap voetbal mannen onder 19 | Europees kampioenschap voetbal mannen onder 19 | Europees kampioenschap voetbal mannen onder 19 | Europees kampioenschap voetbal mannen onder 19 | Europees kampioenschap voetbal mannen onder 19 | Europees kampioenschap voetbal mannen onder 19 | Europees kampioenschap voetbal mannen onder 19 | Europees kampioenschap voetbal mannen onder 19 | Europees kampioenschap voetbal mannen onder 19 |
| Jaar                                           | Ronde                                          | Wed.                                           | W                                              | G                                              | V                                              | DV                                             | DT                                             | KW                                             |                                                |
| ---------------------------------------------- | ---------------------------------------------- | ---------------------------------------------- | ---------------------------------------------- | ---------------------------------------------- | ---------------------------------------------- | ---------------------------------------------- | ---------------------------------------------- | ---------------------------------------------- | ---------------------------------------------- |
| Toernooi was daarvoor EK onder 18.             |                                                |                                                |                                                |                                                |                                                |                                                |                                                |                                                |                                                |
| 2002                                           | Niet gekwalificeerd                            | Niet gekwalificeerd                            | Niet gekwalificeerd                            | Niet gekwalificeerd                            | Niet gekwalificeerd                            | Niet gekwalificeerd                            | Niet gekwalificeerd                            | kwalificatie                                   |                                                |
| 2003                                           | Niet gekwalificeerd                            | Niet gekwalificeerd                            | Niet gekwalificeerd                            | Niet gekwalificeerd                            | Niet gekwalificeerd                            | Niet gekwalificeerd                            | Niet gekwalificeerd                            | kwalificatie                                   |                                                |
| 2004                                           | Niet gekwalificeerd                            | Niet gekwalificeerd                            | Niet gekwalificeerd                            | Niet gekwalificeerd                            | Niet gekwalificeerd                            | Niet gekwalificeerd                            | Niet gekwalificeerd                            | kwalificatie                                   |                                                |
| 2005                                           | Niet gekwalificeerd                            | Niet gekwalificeerd                            | Niet gekwalificeerd                            | Niet gekwalificeerd                            | Niet gekwalificeerd                            | Niet gekwalificeerd                            | Niet gekwalificeerd                            | kwalificatie                                   |                                                |
| 2006                                           | Niet gekwalificeerd                            | Niet gekwalificeerd                            | Niet gekwalificeerd                            | Niet gekwalificeerd                            | Niet gekwalificeerd                            | Niet gekwalificeerd                            | Niet gekwalificeerd                            | kwalificatie                                   |                                                |
| 2007                                           | Niet gekwalificeerd                            | Niet gekwalificeerd                            | Niet gekwalificeerd                            | Niet gekwalificeerd                            | Niet gekwalificeerd                            | Niet gekwalificeerd                            | Niet gekwalificeerd                            | kwalificatie                                   |                                                |
| 2008                                           | Niet gekwalificeerd                            | Niet gekwalificeerd                            | Niet gekwalificeerd                            | Niet gekwalificeerd                            | Niet gekwalificeerd                            | Niet gekwalificeerd                            | Niet gekwalificeerd                            | kwalificatie                                   |                                                |
| 2009                                           | Niet gekwalificeerd                            | Niet gekwalificeerd                            | Niet gekwalificeerd                            | Niet gekwalificeerd                            | Niet gekwalificeerd                            | Niet gekwalificeerd                            | Niet gekwalificeerd                            | kwalificatie                                   |                                                |
| 2010                                           | Niet gekwalificeerd                            | Niet gekwalificeerd                            | Niet gekwalificeerd                            | Niet gekwalificeerd                            | Niet gekwalificeerd                            | Niet gekwalificeerd                            | Niet gekwalificeerd                            | kwalificatie                                   |                                                |
| 2011                                           | Niet gekwalificeerd                            | Niet gekwalificeerd                            | Niet gekwalificeerd                            | Niet gekwalificeerd                            | Niet gekwalificeerd                            | Niet gekwalificeerd                            | Niet gekwalificeerd                            | kwalificatie                                   |                                                |
| 2012                                           | Niet gekwalificeerd                            | Niet gekwalificeerd                            | Niet gekwalificeerd                            | Niet gekwalificeerd                            | Niet gekwalificeerd                            | Niet gekwalificeerd                            | Niet gekwalificeerd                            | kwalificatie                                   |                                                |
| 2013                                           | Niet gekwalificeerd                            | Niet gekwalificeerd                            | Niet gekwalificeerd                            | Niet gekwalificeerd                            | Niet gekwalificeerd                            | Niet gekwalificeerd                            | Niet gekwalificeerd                            | kwalificatie                                   |                                                |
| 2014                                           | Niet gekwalificeerd                            | Niet gekwalificeerd                            | Niet gekwalificeerd                            | Niet gekwalificeerd                            | Niet gekwalificeerd                            | Niet gekwalificeerd                            | Niet gekwalificeerd                            | kwalificatie                                   |                                                |
| 2015                                           | Niet gekwalificeerd                            | Niet gekwalificeerd                            | Niet gekwalificeerd                            | Niet gekwalificeerd                            | Niet gekwalificeerd                            | Niet gekwalificeerd                            | Niet gekwalificeerd                            | kwalificatie                                   |                                                |
| 2016                                           | Niet gekwalificeerd                            | Niet gekwalificeerd                            | Niet gekwalificeerd                            | Niet gekwalificeerd                            | Niet gekwalificeerd                            | Niet gekwalificeerd                            | Niet gekwalificeerd                            | kwalificatie                                   |                                                |
| 2017                                           | Niet gekwalificeerd                            | Niet gekwalificeerd                            | Niet gekwalificeerd                            | Niet gekwalificeerd                            | Niet gekwalificeerd                            | Niet gekwalificeerd                            | Niet gekwalificeerd                            | kwalificatie                                   |                                                |
| 2018                                           | Niet gekwalificeerd                            | Niet gekwalificeerd                            | Niet gekwalificeerd                            | Niet gekwalificeerd                            | Niet gekwalificeerd                            | Niet gekwalificeerd                            | Niet gekwalificeerd                            | kwalificatie                                   |                                                |
| 2019                                           | Niet gekwalificeerd                            | Niet gekwalificeerd                            | Niet gekwalificeerd                            | Niet gekwalificeerd                            | Niet gekwalificeerd                            | Niet gekwalificeerd                            | Niet gekwalificeerd                            | kwalificatie                                   |                                                |
| 2022                                           | Niet gekwalificeerd                            | Niet gekwalificeerd                            | Niet gekwalificeerd                            | Niet gekwalificeerd                            | Niet gekwalificeerd                            | Niet gekwalificeerd                            | Niet gekwalificeerd                            | kwalificatie                                   |                                                |
| 2023                                           | Niet gekwalificeerd                            | Niet gekwalificeerd                            | Niet gekwalificeerd                            | Niet gekwalificeerd                            | Niet gekwalificeerd                            | Niet gekwalificeerd                            | Niet gekwalificeerd                            | kwalificatie                                   |                                                |
| 2024                                           | Niet gekwalificeerd                            | Niet gekwalificeerd                            | Niet gekwalificeerd                            | Niet gekwalificeerd                            | Niet gekwalificeerd                            | Niet gekwalificeerd                            | Niet gekwalificeerd                            | kwalificatie                                   |                                                |